# Cosmos (essai)
Pour les articles homonymes, voir Cosmos.
Une ontologie matérialiste
 (août 2021).
Si vous disposez d'ouvrages ou d'articles de référence ou si vous connaissez des sites web de qualité traitant du thème abordé ici, merci de compléter l'article en donnant les références utiles à sa vérifiabilité et en les liant à la section « Notes et références ».
Cosmos, sous-titré Une ontologie matérialiste, est un essai du philosophe Michel Onfray paru en mars 2015 aux éditions Flammarion, qui développe sa pensée matérialiste[réf. nécessaire].

## Contenu

### Sommaire
Le livre se compose de 5 parties, qui comportent chacune 5 chapitres.
- Préface, introduction
- Partie 1 - Le temps, une forme à priori du vivant

### Résumé
Michel Onfray indique que « Cosmos est [son] premier livre »,,,.

## Réception, critiques
Quelques mois après sa publication, il avait déjà été vendu à plus de 80.000 exemplaires, se situant au troisième rang de ses ouvrages, derrière son livre sur l’athéisme, Traité d'athéologie, de 2005 (330 000) et celui sur Sigmund Freud en 2010, Le Crépuscule d'une idole (150 000)[Passage à actualiser].

Le livre a reçu de nombreuses critiques, positives ou négatives[pertinence contestée],.

Dans un article du Monde diplomatique de juillet de la même année, l'écrivaine et journaliste Évelyne Pieiller estime que « l'athée farouche qu[e Michel Onfray] fut est désormais tout imprégné d'une spiritualité aussi vague que confuse ; le rationaliste qu'il se veut chante la louange de l'instinct silencieux ; le libertaire qu'il se proclame est devenu le héraut du respect des traditions ». Elle indique qu'avec le vitalisme mis en avant dans l'essai, 

« [Michel onfray] rejoint étonnamment une certaine pensée de l'ordre, un ordre immuable, premier, seul porteur de vérité, auquel il convient de se soumettre. Exaltation de l'instinct et de l'inconscient collectif au détriment de la raison, prééminence accordée à l'animalité de l'homme, dégoût de la « civilisation », glorification de la puissance de la vie, hantise de la décadence, aspiration à retrouver un âge d'or par le retour à la tradition : autant de notions qui font écho, parfois très précisément, à une sensibilité largement déployée jadis chez Maurice Barrès, Ludwig Klages ou Oswald Spengler. »